# Saint-Genest-Lerpt
Saint-Genest-Lerpt este o comună în departamentul Loire din sud-estul Franței. În 2009 avea o populație de 5.594 de locuitori.

## Evoluția populației
| An        | 1975  | 1982  | 1990  | 1999  | 2006  | 2009  |
| --------- | ----- | ----- | ----- | ----- | ----- | ----- |
| Populație | 5.265 | 5.308 | 5.482 | 5.672 | 5.566 | 5.594 |